# أل ستيوارت (لاعب كرة سلة)
أل ستيوارت (بالإنجليزية: Al Stewart)‏ (5 سبتمبر 1983 بشيكاغو في الولايات المتحدة - ) هو لاعب كرة سلة أمريكي في مركز هجوم خلفي. لعب مع Saint John Riptide ‏.

## وصلات خارجية
- أل ستيوارت على موقع كلية كرة السلة في سبورتس رفرنس.كوم (الإنجليزية)
- أل ستيوارت على موقع بروبوليرز (الإنجليزية)